# Victor Rudd
Victor Rudd (Los Angeles, 18 marzo 1991) è un cestista statunitense.

## Palmarès

### Squadra
- Coppa di Israele: 1

Maccabi Tel Aviv: 2016-2017

### Individuale
- All-Eurocup Second Team: 1

Nižnij Novgorod: 2015-16